# Condado de Sullivan (Pensilvânia)
O Condado de Sullivan é um dos 67 condados do Estado americano da Pensilvânia. A sede do condado é Laporte, e sua maior cidade é Laporte. O condado possui uma área de 1 172 km²(dos quais  km² estão cobertos por água), uma população de 6 556 habitantes, e uma densidade populacional de 29 hab/km² (segundo o censo nacional de 2000). O condado foi fundado em 15 de março de 1847.